# SMS Rheinland
SMS Rheinland byla jednou ze čtyř dreadnoughtů třídy Nassau německého císařského námořnictva. Jejími sesterskými loděmi byly SMS Nassau, SMS Posen a SMS Westfalen.

## Stavba

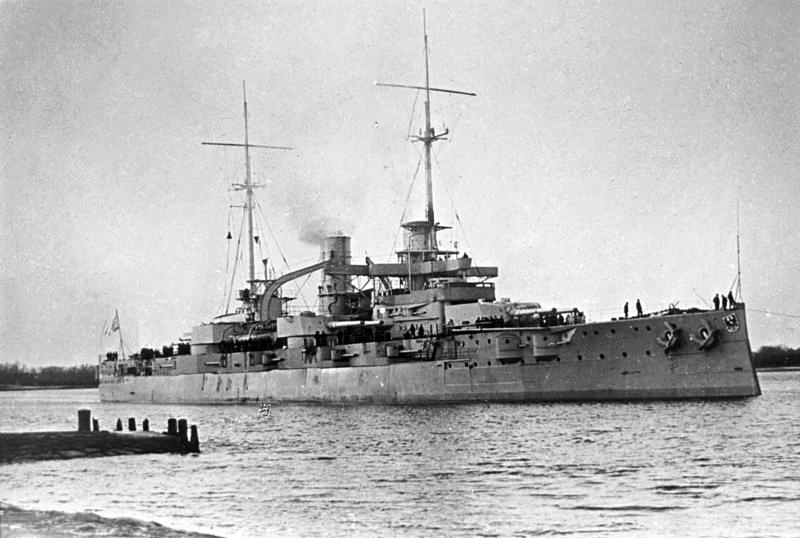
Rheinland

Stavba byla zadána německé loděnici AG Vulcan Stettin ve Štětíně. Kýl byl položen 1. června 1907, loď byla spuštěna na vodu o rok později (26. září 1908), 30. dubna 1910 pak byla zařazena do služby. 

## Služba
Během první světové války bitevní loď Rheinland sloužila u jádra německých námořních sil v 1. eskadře bitevních lodí. V roce 1916 se zúčastnila bitvy u Jutska. Účastnila se i německé intervence ve Finsku, přičemž 11. dubna 1918 najela na skály u majáku Lagskär jižně od Alandských ostrovů. Vyprostit se ji povedlo až 9. listopadu 1918, po odebrání dělových věží a zásob munice a uhlí. Byla odtažena do Kielu, avšak do služby se již nevrátila. Po uzavření Versailleských mírových smluv loď připadla Velké Británii, ta o ni ale neprojevila zájem a prodala ji k sešrotování.